# Barrio de La Candelaria
Barrio de Nuestra Señora de La Candelaria o simplemente Barrio de La Candelaria es un barrio del municipio de San Cristóbal de La Laguna, en la isla de Tenerife (Canarias, España). Alcanza una altitud máxima de 300 m s. n. m. y distante a 4 km del casco urbano de San Cristóbal de La Laguna.
Constituye un sector de la entidad de población conocida como La Cuesta, localizada en la franja meridional del municipio. El barrio se ha ido expandiendo longitudinalmente hacia los márgenes de la carretera TF-180 que comunica los centros urbanos de Santa Cruz de Tenerife y San Cristóbal de La Laguna, por una parte, y hacia el sector norte hasta alcanzar el barranco de Santos, por otra.
Antiguamente era llamado El Becerril debido a que la mayor parte de los terrenos en los que actualmente se asienta pertenecían a un propietario cuyo apellido dio nombre a este sector del municipio. El 18 de julio de 1948 se produce el cambio de nombre de El Becerril a “Barrio de Nuestra Señora de La Candelaria”, tras la donación por parte de un vecino de una imagen de la virgen.

## Demografía
No aparece como entidad independiente en los censos de población al ser englobado, junto a otros barrios, en La Cuesta.

## Transportes
En guagua queda conectado mediante las siguientes líneas de Titsa: 
| Línea | Trayecto               | Recorrido     | Frecuencia |
| ----- | ---------------------- | ------------- | ---------- |
| 026   | Santa Cruz - La Laguna | Horario/Línea | 20 minutos |

## Galería

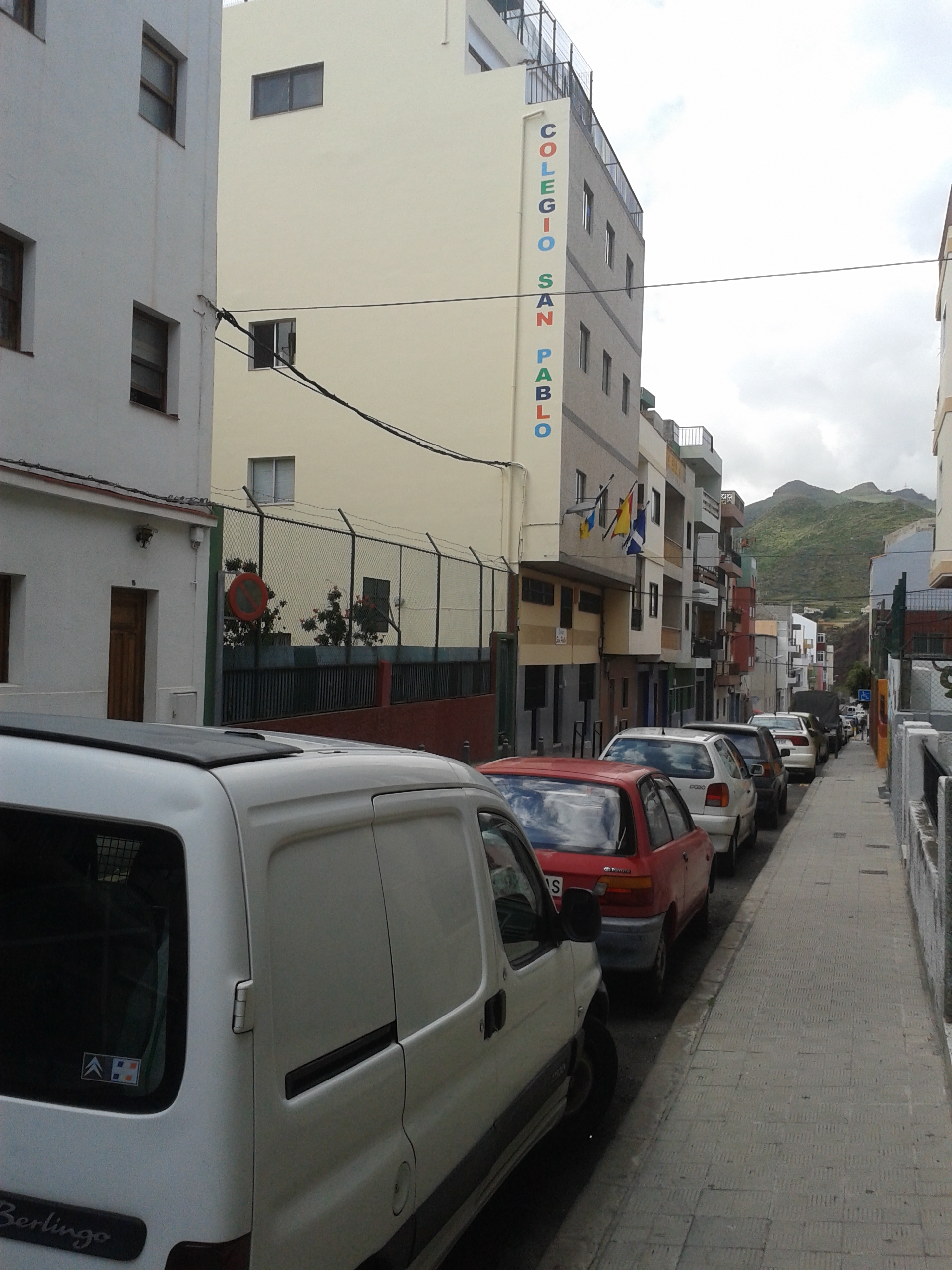
Calle Breña Baja con el colegio San Pablo.